# Filmfare Award du meilleur scénario
Le Filmfare Award du meilleur scénario (Filmfare Award for Best Screenplay) est une récompense remise au meilleur scénariste indien de l'année par le magazine Filmfare lors de la cérémonie annuelle des Filmfare Awards.

## Liste des lauréats et des nommés
Les lauréats apparaissent en gras.

### Années 1960-1970
- 1969 : Nabendu Ghosh – Majhli Didi
- 1970 : Hrishikesh Mukherjee – Anokhi Raat
- 1971 : Vijay Anand – Johny Mera Naam
- 1972 : Basu Chatterjee – Sara Akash
- 1973 : Arvind Mukherjee – Amar Prem
- 1974 : Salim-Javed – Zanjeer
- 1975 : Shama Zaidi et Kaifi Azmi – Garm Hava
- 1976 : Salim-Javed – Deewaar
- 1977 : Basu Chatterjee – Chhoti Si Baat
- 1978 : Lekh Tandon, Vrajendra Kaur et Madhusudan Kalekar– Dulhan Wahi Jo Piya Man Bhaye
- 1979 : Kamleshwar – Pati Patni Aur Woh

### Années 1980
- 1980 : Girish Karnad et B.V. Karanth – Godhuli
- 1981 : Vijay Tendulkar – Aakrosh
- 1982 : Kailasam Balachander – Ek Duuje Ke Liye
- 1983 : Salim-Javed – Shakti
- 1984 : Vijay Tendulkar – Ardh Satya
- 1985 : Mrinal Sen – Khandhar
- 1986 : Goutam Ghose et Partha Banerjee – Paar
- 1987 - Pas d'attribution
- 1988 - Pas d'attribution
- 1989 : Nasir Hussain – Qayamat Se Qayamat Tak

### Années 1990
- 1990 : Shiv Kumar Subramaniam – Parinda
- 1991 : Basu Chatterjee – Kamla Ki Maut
- 1992 : Tapan Sinha – Ek Doctor Ki Maut
- 1993 : Aziz Mirza et Manoj Lalwani – Raju Ban Gaya Gentleman
- 1994 : Robin Bhatt, Javed Siddiqui et Akash Khurana – Baazigar
- 1995 : Sooraj R. Barjatya – Hum Aapke Hain Koun..!
- 1996 : Aditya Chopra – Dilwale Dulhania Le Jayenge
- 1997 : Rajkumar Santoshi – Ghatak: Lethal
- 1998 : Subhash Ghai – Pardes
- 1999 : Karan Johar – Kuch Kuch Hota Hai

### Années 2000
- 2000 : John Matthew Matthan – Sarfarosh
- 2001 : Honey Irani et Ravi Kapoor – Kaho Naa... Pyaar Hai
- 2002 : Farhan Akhtar – Dil Chahta Hai
- 2003 : Mani Ratnam – Saathiya
- 2004 : Rajkumar Hirani, Vidhu Vinod Chopra et Lajan Joseph – Munna Bhai M.B.B.S.
- 2005 : Mani Ratnam – Yuva
- 2006 : Nina Arora, Manoj Tyagi – Page 3
- 2007 : Jaideep Sahni – Khosla Ka Ghosla
  - Anurag Basu – Gangster
  - Homi Adajania, Kersi Khambatta – Being Cyrus
  - Rajkumar Hirani, Abhijat Joshi (en) et Vidhu Vinod Chopra – Lage Raho Munna Bhai
  - Rensil D'Silva et Rakeysh Omprakash Mehra – Rang De Basanti
- 2008 : Anurag Basu – Life In A... Metro
  - Amol Gupte – Taare Zameen Par
  - Jaideep Sahni – Chak De! India
  - Rahul Dholakia et David N. Donihue – Parzania
  - Sriram Raghavan – Johnny Gaddaar
- 2009 : Yogendra Vinayak Joshi, Upendra Sidhaye – Mumbai Meri Jaan
  - Abbas Tyrewala – Jaane Tu... Ya Jaane Na
  - Abhishek Kapoor, Pubali Chaudhary – Rock On!!
  - Ajay Monga, Anuradha Tiwari, Madhur Bhandarkar – Fashion
  - Shiraz Ahmed – Race

### Années 2010
- 2010 : Rajkumar Hirani, Vidhu Vinod Chopra et Abhijat Joshi (en) – 3 Idiots
  - Love Aaj Kal – Love Aaj Kal
  - Pankaj Advani – Sankat City
  - R. Balki – Paa
  - Zoya Akhtar – Luck by Chance
- 2011 : Anurag Kashyap, Vikramaditya Motwane – Udaan
- 2012 : Akshat Verma – Delhi Belly
  - Amol Gupte – Stanley Ka Dabba
  - Raj Kumar Gupta – No One Killed Jessica
  - Reema Kagti, Zoya Akhtar – Zindagi Na Milegi Dobara
  - Sanjay Chauhan, Tigmanshu Dhulia – Saheb, Biwi Aur Gangster
- 2013 : Sanjay Chauhan et Tigmanshu Dhulia – Paan Singh Tomar
- 2014 : Chetan Bhagat (hi), Abhishek Kapoor, Supratik Sen et Pubali Chaudhari – Kai Po Che!
- 2015 : Rajkumar Hirani, Abhijat Joshi (en) – PK